# Знарок, Валерий Петрович
Вале́рий Петро́вич Знаро́к (16 марта 1939, Брянск, Орловская область — 30 августа 2018, Челябинск) — советский футболист и тренер.

## Биография

### Карьера игрока
В 1964 году играл за команду «Урал» из Усть-Катава, затем до 1967 был в составе миасского «Торпедо», которое выступало во второй лиге.

### Карьера тренера
В 1980 году работал помощником у Николая Самарина в челябинском «Локомотиве». С 1988 по 1991 год самостоятельно возглавлял «Торпедо» из Миасса. В 1992 стал помощником главного тренера в челябинском «Зените», а в следующем году руководил клубом в первой лиге. Затем несколько раз был главным тренером в «Носте» и «УралАЗе», а также возглавлял «Металлург-Метизник».
Проживал в Миассе. Скончался 30 августа 2018 года после продолжительной болезни в Челябинске. Похоронен на Митрофановском кладбище города Челябинска.

## Семья

Светлана Георгиевна и Валерий Петрович Знароки

Отец, Пётр Иванович Знарок, родом из Белоруссии, мать — с Украины.
Жена Светлана Георгиевна. Два сына — старший Олег и младший Игорь. Олега и Игоря на каток привёл их дед Пётр.